# Tinker Air Force Base

i7
i11
i13
Die Tinker Air Force Base (IATA-Code: TIK, ICAO-Code: KTIK) ist eine US-Luftwaffenbasis in Oklahoma City, südlich von Midwest City, Oklahoma. Auf der Basis arbeiten 24.000 Mitarbeiter in 500 Gebäuden. Die Fläche beträgt 17,31 Quadratkilometer.

## Geschichte
Das Kriegsministerium begann 1940 die Zentralregionen der USA für Nachschubbasen zu erschließen. Oklahoma City bot dafür 1,94 km² Land plus die Option auf weitere 3,89 km² an. So erging am 8. April 1941 der Befehl, dort ein Depot zu errichten. 1942 wurde Tinker Field eröffnet und nach General Clarence L. Tinker benannt, der im Zweiten Weltkrieg gefallen war.
Auf der Basis produzierte Douglas Aircraft Company etwa 50 % der im Weltkrieg eingesetzten Douglas C-47 Skytrain sowie mehrere Douglas A-20. Die Produktionsstätte wurde 1945 geschlossen.
Am 25. März 1948 wurde von Tinker aus das erste Mal ein Tornado erfolgreich vorhergesagt, ca. drei Stunden später fegte der Sturm über die Südostecke der Basis hinweg.
Heute sind auf Tinker Boeing E-3 AWACS des Air Combat Command stationiert, außerdem Boeing KC-135 Stratotanker des Air Force Reserve Command.

## Zwischenfälle
- Am 25. März 1948 wurden zwei Douglas DC-4/C-54 der United States Air Force (USAF) (beide Luftfahrzeugkennzeichen unbekannt) auf der Tinker Air Force Base durch einen Tornado irreparabel beschädigt. Personen kamen nicht zu Schaden.[1][2]
  - Nach einer Aufstellung der National Oceanic and Atmospheric Administration[3] wurden dabei 15 weitere DC-4/C-54 zerstört, ebenso wie 72 Flugzeuge anderer Typen:
    - 04 Douglas DC-3/C-47
    - 23 Republic P-47 Thunderbolt
    - 20 Boeing B-29 Superfortress
    - 20 Boeing B-17 Flying Fortress
    - Beechcraft Model 18
    - Fairchild PT-19
    - Fairchild PT-26.

- Am 4. August 1950 verloren an einer Curtiss C-46/R5C-1 Commando des United States Marine Corps (USMC) (Luftfahrzeugkennzeichen Bu 39566) im Anflug beide Triebwerke an Leistung. Es kam zu einer Bauchlandung kurz vor der Tinker Air Force Base. Bei der Notlandung wurde das Triebwerk Nr. 1 (links) abgerissen. Das Flugzeug transportierte eine Sprengstoffladung von hoher Priorität. Ein Feuer brach aus und zündete den Sprengstoff im Frachtraum. Das Flugzeug wurde zerstört. Alle sechs Insassen überlebten den Unfall.[4]

- Am 17. September 1958 wurde die Besatzung einer Douglas C-124A Globemaster II der United States Air Force (USAF) (51-165) dazu gezwungen, wegen einer vermuteten Treibstoffleckage zur Tinker Air Force Base auszuweichen. Im Anflug ging die Kontrolle verloren und das Flugzeug stürzte kurz vor der Landung ab. Von den acht Besatzungsmitgliedern kam eins Leben.[5]

- Am 21. November 1961 wurde eine Convair CV-440/C-131E der United States Air Force (USAF) (Luftfahrzeugkennzeichen 55-4750) im Endanflug auf die Tinker Air Force Base vor der Landebahn aufgesetzt. Die Maschine durchschlug einen Zaun und zerbrach in der Mitte des Rumpfes. Propeller und Triebwerke wurden abgerissen. Alle 12 Insassen überlebten den Unfall.[6]